# Стар Чечкаби
Стар Чечкаби (на руски: Старые Чечкабы; на татарски: Иске Чәчкаб) е село, разположено в Кайбицки район, Татарстан. Населението му през 2010 година е 442 души, съставено предимно от етнически татари. Средната годишна температура е 4,3 °C

## История
Селището датира от древни времена. Селото е известно още от времето на Казанско ханство. Първите сведения датират от 1565 – 1567 година. Според легендите на превземането на Казан в селото са две Бек: Чечка бей бей и Кулай. Кулай бей по време на превземането на Казан помогна да обсадят града. Защото е царят му даде земя на юг от селото, на територията на съвременна Буинск Област (Ню Чечкаби). А Чечка бей помогна на защитниците и умря в защита на Казан. Поради това неговото село е бил разрушен, а останалите селяни основава село в ново място, която е наречена в негова чест (Чечкаби).
Преминава през територията на селото на байпас Казан, който е построен по време на Великата отечествена война.
По време на Великата отечествена война, с. 165 души. От тях 111 са определени главите си в битка за тяхната страна.

## Население
Татари живеят в селото. Известно е, че преди тук в същите условия на живот мордовци (Агишев страна) и чувашите, който по-късно се премества или постепенно под влиянието на исляма става татарите.
| Население   |              |              |              |      |      |      |      |      |      |      |      |      |      |      |      |      |      |      |      |
| 1646        | 1721         | 1744         | 1782         | 1795 | 1834 | 1859 | 1897 | 1908 | 1920 | 1923 | 1926 | 1928 | 1949 | 1958 | 1970 | 1979 | 1989 | 2000 | 2010 |
| 5 само мъже | 59 само мъже | 62 само мъже | 74 само мъже | 325  | 309  | 411  | 900  | 1148 | 1009 | 839  | 726  | 819  | 833  | 734  | 717  | 688  | 512  | 486  | 442  |